# 卡洛斯·科雷亚
卡洛斯·科雷亚（葡萄牙語：Carlos Correia，1933年11月6日—2021年8月14日），几内亚比绍政治人物，曾四度出任几内亚比绍总理（1991年－1994年、1997年－1998年、2008年－2009年、2015年－2016年）。